# 乌姆布瓦吉省
乌姆布瓦吉省是阿尔及利亚东北部的一个省，首府乌姆布瓦吉。該省成立於1974年 ，之前為君士坦丁省的一部分。该省境內有12个区以及29个市镇。